# Иоанн (Терликов)
Архимандрит Иоанн (в миру Яков Терликов; 1755, Кашин — 1814) — архимандрит Русской православной церкви.

## Биография
Из купеческого звания. Неизвестно, где получил образование, но «изучал на российском языке грамматику, риторику, историю, географию, нравственную науку и богопознание»; служил сначала «в приказном чине».
В 1780 году принял монашество в Ниловой пустыни Тверской епархии. Рукоположён во иеродиакона и иеромонаха и состоял последовательно уставщиком, ризничим, «гробовым у хранения мощей преподобного Нила Чудотворца» и, наконец, наместником.
В 1785 года посвящён во игумена Алексеевского монастыря в Угличе.
В 1786 году переведён в Толгский монастырь.
В 1789 году произведён во архимандрита Ниловой пустыни.
В 1797 году назначен архимандритом в Симонов монастырь.
В 1797 и 1798 годах под его непосредственным руководством происходило сооружение 16 серебряных «кувшинов» для мироварения на Высочайше пожалованную сумму.
Исполнял различные сложные поручения высшего духовного начальства, преимущественно экономического характера.
15 февраля 1810 года переведён в Донской монастырь.
Определён Святейшего Синода от 10 августа 1814 году назначен к переводу в киевский Пустынно-Николаевский монастырь, но из-за болезни отказался от этого назначения и 23 октября был уволен, по прошению, с пенсией на покой в Новоспасский монастырь.
Скончался в 1814 году.